# Dendrocranulus
Dendrocranulus är ett släkte av skalbaggar. Dendrocranulus ingår i familjen vivlar.

## Dottertaxa tillDendrocranulus, i alfabetisk ordning[1]
- Dendrocranulus acutus
- Dendrocranulus barbatus
- Dendrocranulus brasiliensis
- Dendrocranulus camerunus
- Dendrocranulus carbonarius
- Dendrocranulus columbianus
- Dendrocranulus conditus
- Dendrocranulus confinis
- Dendrocranulus consimilis
- Dendrocranulus costalimai
- Dendrocranulus costaricensis
- Dendrocranulus cucurbitae
- Dendrocranulus declivis
- Dendrocranulus diversus
- Dendrocranulus fulgidus
- Dendrocranulus gracilis
- Dendrocranulus grossopunctatus
- Dendrocranulus guatemalensis
- Dendrocranulus huehuetanus
- Dendrocranulus knausi
- Dendrocranulus limatus
- Dendrocranulus limbatus
- Dendrocranulus limbellus
- Dendrocranulus limitaris
- Dendrocranulus limus
- Dendrocranulus linearis
- Dendrocranulus macilentus
- Dendrocranulus major
- Dendrocranulus maurus
- Dendrocranulus mexicanus
- Dendrocranulus modus
- Dendrocranulus parallelus
- Dendrocranulus pilosus
- Dendrocranulus pinguis
- Dendrocranulus pumilus
- Dendrocranulus reditus
- Dendrocranulus rubripes
- Dendrocranulus rudis
- Dendrocranulus schedli
- Dendrocranulus sechii
- Dendrocranulus securus
- Dendrocranulus sobrinus
- Dendrocranulus tardulus
- Dendrocranulus tardus
- Dendrocranulus tayuyaensis
- Dendrocranulus uncinatus
- Dendrocranulus vicinalis
- Dendrocranulus vicinus
- Dendrocranulus vinealis
- Dendrocranulus volustus